# Sośnica (Wierzchowo)
Sośnica (deutsch Herzberg) ist ein Dorf in der Woiwodschaft Westpommern in Polen. Das Dorf gehört zur Gmina Wierzchowo (Landgemeinde Virchow) im Powiat Drawski (Dramburger Kreis). 

## Geographische Lage
Das Dorf liegt in Hinterpommern, etwa 15 km südlich der Stadt Czaplinek (Tempelburg). Durch den Ort führt in Nord-Süd-Richtung die Woiwodschaftsstraße 177. Die nächsten Nachbarorte sind im Westen Będlino (Neuhof) und im Osten Otrzep (Friedrichshorst). 
Früher bestand in Herzberg ein Bahnhof der Kleinbahn Deutsch Krone–Virchow. Die Bahnstrecke ist heute stillgelegt. 

## Geschichte
Das Dorf Herzberg wurde 1765 angelegt. 
Vor 1945 bildete Herzberg eine Landgemeinde im Landkreis Dramburg in der preußischen Provinz Pommern. 
1945 kam das Dorf, wie ganz Hinterpommern, an Polen. Das Dorf erhielt den polnischen Ortsnamen Sośnica.

### Entwicklung der Einwohnerzahlen
- 1925: 309 Einwohner[1]
- 1933: 303 Einwohner[1]
- 1939: 310 Einwohner[1]

## Kirche
Die Kirche von Herzberg war ein Fachwerkbau aus dem 19. Jahrhundert. In der Kirche befand sich ein Kanzelaltar von 1725, der aus der früheren evangelischen Kirche der Stadt Tempelburg stammte.